# A Mix-Up in Bandits
A Mix-Up in Bandits è un cortometraggio muto del 1913 diretto da Al Christie e interpretato da Eddie Lyons e Lee Moran.

## Produzione
Il film fu prodotto dalla Nestor Film Company.

## Distribuzione
Distribuito dall'Universal Film Manufacturing Company, il film - un cortometraggio di una bobina - uscì nelle sale cinematografiche statunitensi il 2 giugno 1913.